# 胡穎 (南朝)
胡穎（507年—560年），字方秀，吳興東遷人，南北朝南梁、南陳官員。
胡穎祖先寄居吳興，之後土斷為民；他樣子英俊，個性寬厚，在梁朝任職武陵國侍郎，東宮直前。之後出發到番禺，征討黎族山區，廣州西江督護陳霸先在廣州，他就和陳霸先結交，陳霸先因為二人來自同一郡，待他很好。朝廷南征交趾，胡穎跟隨從出行討伐，各將領都從屬他；李賁平定，高祖回師，胡穎隸屬西江，出兵以他留守。侯景之亂，陳霸先打敗元景仲，跨越山嶺支援建康，討平蔡路養、李遷仕，胡穎都有功勞，歷任平固、遂興二縣令。陳霸先屯駐西昌，任命他為巴丘縣令，鎮守大皋，監督糧運；陳霸先下至豫章，胡穎監督豫章郡，之後陳霸先率兵和王僧辯於白茅灣會合討伐侯景，留下胡穎知府事。
承聖年間，梁元帝授與他假節、鐵騎將軍、羅州刺史，封爵漢陽縣侯，食邑五百戶，很快擔任豫章內史，陪同陳霸先鎮守京口。北齊派郭元建出關，都督侯瑱率師抵禦，陳霸先揀選府內三千名驍勇的士兵跟隨胡穎，令他們和侯瑱同行，在東關擊敗郭元建。承聖三年（554年），陳霸先包圍廣陵，北齊人東方光佔據宿預請降，任命胡穎為五原太守，隨著杜僧明支援東方光，但失敗退還，轉任曲阿令。很快他領任馬軍，跟從陳霸先襲擊王僧辯，跟隨周文育在吳興征討杜龕。紹泰元年（555年），胡穎除假節、都督南豫州諸軍事、輕車將軍、南豫州刺史。太平元年（556年），除持節、散騎常侍、仁威將軍，後兼任丹陽尹。
陳霸先受禪建立南陳，胡穎兼任左衛將軍，其餘依舊。永定三年（559年），他隨同侯安都征伐王琳，在宮亭擊破王琳的將領常眾愛等人。陳文帝繼位，除授侍中、都督吳州諸軍事、宣惠將軍、吳州刺史，但未接受就改官義興太守，仍然任職將軍。天嘉元年（560年），他獲任命為散騎常侍、吳興太守，同年六月逝世，虛齡五十四，贈侍中、中護軍，諡壯。次年（561年）配享高祖廟庭，兒子胡六同嗣爵。

## 引用
1. 1 2  《陳書·卷十二·列傳第六》：胡穎字方秀，吳興東遷人也。其先寓居吳興，土斷為民。穎偉姿容，性寬厚。梁世仕至武陵國侍郎，東宮直前。出番禺，征討俚洞，廣州西江督護高祖在廣州，穎仍自結高祖，高祖與其同郡，接遇甚隆。及南征交趾，穎從行役，餘諸將帥皆出其下。及平李賁，高祖旋師，穎隸在西江，出兵多以穎留守。侯景之亂，高祖克元景仲，仍渡嶺援臺，平蔡路養、李遷仕，穎皆有功。歷平固、遂興二縣令。高祖進軍頓西昌，以穎為巴丘縣令，鎮大皋，督糧運。下至豫章，以穎監豫章郡。高祖率眾與王僧辯會於白茅灣，同討侯景，以穎知留府事。
2. 1 2  《南史·卷六十七·列傳五十七》：胡穎字方秀，吳興人也。偉姿容，性寬厚。梁末，陳武帝在廣州，穎深自結託。從克元景仲，平蔡路養、李遷仕皆有功。武帝進軍頓西昌，以穎為巴丘令，鎮大皋，督糧運。下至豫章，以穎監豫章郡。武帝率眾與王僧辯會白茅灣，同討侯景，以穎知留府事。
3. ↑  《陳書·卷十二·列傳第六》：梁承聖初，元帝授穎假節、鐵騎將軍、羅州刺史，封漢陽縣侯，邑五百戶。尋除豫章內史，隨高祖鎮京口。齊遣郭元建出關，都督侯瑱率師禦之。高祖選府內驍勇三千人配穎，令隨瑱，於東關大破元建。三年，高祖圍廣陵，齊人東方光據宿預請降，以穎為五原太守，隨杜僧明援光，不克，退還，除曲阿令。尋領馬軍，從高祖襲王僧辯。又隨周文育於吳興討杜龕。紹泰元年，除假節、都督南豫州諸軍事、輕車將軍、南豫州刺史。太平元年，除持節、散騎常侍、仁威將軍。尋兼丹陽尹。
4. ↑  《南史·卷六十七·列傳五十七》：梁承聖初，元帝授穎羅州刺史，封漢陽縣侯。尋除豫章內史，隨武帝鎮京口。齊遣郭元建出東關，武帝令穎率府內驍勇隨侯瑱，于東關大破之。後從武帝襲王僧辯，又隨周文育于吳興討杜龕。
5. ↑  《陳書·卷十二·列傳第六》：高祖受禪，兼左衛將軍，餘如故。永定三年，隨侯安都征王琳，於宮亭破賊帥常眾愛等。世祖嗣位，除侍中、都督吳州諸軍事、宣惠將軍、吳州刺史。不行，尋為義興太守，將軍如故。天嘉元年，除散騎常侍、吳興太守。其年六月卒，時年五十四。贈侍中、中護軍，諡曰壯。二年，配享高祖廟庭。子六同嗣。
6. ↑  《南史·卷六十七·列傳五十七》：武帝受禪，兼左衛將軍。天嘉元年，除散騎常侍，吳興太守。卒官，諡曰壯。二年，配享武帝廟庭。子六同嗣。

## 延伸阅读
[在维基数据编辑]
 《陳書/卷12》，出自姚思廉《陳書》
 《南史·卷67》，出自李延壽《南史》